# Maha Abdelhamid
Maha Abdelhamid (arabe : مها عبد الحميد), née à Gabès, est une géographe et militante antiraciste tunisienne.

## Biographie
Originaire de Gabès, où elle effectue ses études primaires et secondaires, elle rejoint Tunis en 1996 pour poursuivre ses études universitaires après l'obtention d'un baccalauréat littéraire. Elle obtient une maîtrise en histoire et se lance dans des études doctorales à l’université Paris X-Nanterre en géographie sociale où elle obtient son diplôme en 2018.
Maha Abdelhamid est chercheuse associée au Centre arabe de recherches et d'études politiques.
Très sensible aux discriminations de couleurs, Maha Abdelhamid est une pionnière dans la lutte contre le racisme en Tunisie. Elle commence à militer sur les réseaux sociaux avant de fonder en 2012 avec Houda Mzioudet et d'autres militantes antiracistes l'association ADAM pour l'égalité et le développement, la première association pour la défense des Noirs en Tunisie.
Maha Abdelhamid est membre du Comité pour le respect des libertés et droits de l'homme en Tunisie (CRLDHT) et participe à l'organisation de plusieurs mobilisations en Tunisie, comme la caravane des marcheurs contre le racisme ralliant Djerba à Tunis en 2014.
En 2020, déçue par l'exclusion et l'invisibilité des femmes noires en Tunisie et même dans l'espace féministe, Maha Abdelhamid s'indigne et déclare : « Les femmes noires tunisiennes vivent toujours dans une société à la fois patriarcale et raciste ». Elle lance le 23 janvier de la même année, avec d'autres militantes, le premier mouvement de femmes noires tunisiennes : Voix des femmes tunisiennes noires, dont le but est d'encourager les femmes noires tunisiennes à s'affirmer et se débarrasser de l'invisibilité que leur impose la société. Le choix de la date n'est pas anodin puisque le 23 janvier est une date symbolique correspondant à la date d'abolition de l'esclavage en Tunisie en 1846.

## Travaux
Les travaux de Maha Abdelhamid portent sur les minorités en Afrique du Nord et au Moyen-Orient, sur les milieux ruraux et les différentes discriminations dans une perspective d'intersectionnalité. Elle est chargée de projet au Centre de recherche arabe et études politiques à Paris à partir de 2021.
Elle est l'autrice du documentaire De Arram à Gabès, mémoire d'une famille noire qui retrace la vie de sa famille sur trois générations.

## Publication
- Maha Abdelhamid, Amel Elargi et Moutaa Amin Elwaer, Être noir, ce n'est pas une question de couleur : rapport d'enquêtes, les représentations du racisme chez les noirs de Tunisie, Tunis, Nirvana, 2017, 130 p. (ISBN 978-9-938-94021-3)[9].